# 한국형사법학회
사단법인 한국형사법학회(The Korean Criminal Law Association, KCLA)는 형사법학 및 그 주변학문의 연구를 촉진시켜 한국형사법학의 발전에 이바지함을 목적으로 1957년 5월 22일에 설립된 학술단체이다. 사무실은 서울특별시 서초구 태봉로 114 한국교총회관 12층에 있다. 학술지를 비롯한 기타 출판물의 발행, 학술대회 개최 등을 활동하고 있다. 1988년에 창간된 학술지 《형사법연구》를 발간하고 있다.

## 주요 사업
- 연구발표회 및 강연회의 개최
- 학회지 및 기타 학술도서의 발행
- 한국형사법연구원의 설립‧운영
- 학술상 수여
- 국내외 학술단체 및 법률기관과의 교류
- 형사법 관련 자문 및 입법의견 제시
- 기타 학회의 목적에 적합한 사업

## 역대 회장
- 이태희 (1957~1967)
- 황산덕 (1967~1968)
- 남흥우 (1968~1971)
- 정영석 (1971~1972)
- 신동욱 (1972~1977)
- 김종원 (1977~1987)
- 박정근 (1987~1988)
- 손해목 (1988~1989)
- 성시탁 (1989~1990)
- 차용석 (1990~1991)
- 심재우 (1991~1992)
- 박재윤 (1992~1993)
- 정성근 (1993~1994)
- 백형구 (1994~1995)
- 박양빈 (1995~1996)
- 이형국 (1996~1997)
- 이진록 (1997~1998)
- 이재상 (1998~1999)
- 정성진 (1999~2000)
- 김일수 (2000~2001)
- 이영란 (2001~2002)
- 임웅 (2002~2003)
- 허일태 (2003~2004)
- 박상기 (2004~2005)
- 배종대 (2005~2006)
- 신동운 (2006~2007)
- 장영민 (2007~2008)
- 손동권 (2008~2009)
- 정영일 (2009~2010)
- 신양균 (2010~2011)
- 오영근 (2011~2012)
- 박광민 (2012~2013)
- 하태훈 (2013~2014)
- 전지연 (2014~2015)
- 천진호 (2015~2016)
- 김성돈 (2016~2017)
- 김재봉 (2017~2018)
- 류전철 (2018~2019)
- 김성룡 (2019~2020)
- 김혜정 (2020~2021)
- 이진국 (2021~2022)
- 이주원 (2022~2023)
- 한상훈 (2023~2024)
- 황태정 (2024~)

## 조직
- 고문
- 회장
- 수석부회장
- 부회장
- 상임이사
  - 총무이사
  - 연구윤리이사
  - 연구이사
  - 출판이사
  - 재무이사
  - 법제이사
  - 기획이사
  - 섭외이사
  - 인권이사
  - 국제이사
  - 사업이사
  - 홍보이사
- 법인이사
- 이사
- 감사
- 간사
  - 총무간사
  - 편집간사
  - 재무간사
  - 홍보간사

### 위원회
- 연구윤리위원회
- 편집위원회
- 연구용역선정위원회
- 출판물간행위원회(주해형법출간)
- 판례연구위원회

## 학술지
- 《형사법연구》 - 1988년에 창간하여 연4회 발행하고 있다.[1]